# California Medical Facility
California Medical Facility (CMF) är ett delstatligt fängelse för manliga intagna och är belägen i den södra delen av staden Vacaville i Kalifornien i USA. Den ligger granne med ett annat fängelse California State Prison, Solano. Fängelset förvarar intagna som är klassificerade för säkerhetsnivån "medel" och som är i behov av hälso- och/eller psykiatrisk vård. De bedriver främst öppenvård på anstalten. CMF har en kapacitet på att förvara totalt 2 318 intagna och för den 27 april 2022 förvarade den 1 963 intagna.
Fängelset uppfördes 1955 efter att Kaliforniens delstatslegislatur ansåg att det behövdes en central anläggning för vårdändamål i delstatens fängelsesystem. Mellan 1984 och 1992 alternativt 1994 var grannfängelset Solano en del av CMF.
Personer som varit intagna på CMF är bland andra Juan Corona, Richard Allen Davis, Ed Kemper, Timothy Leary, Charles Manson och Roy Norris.